# SĖR
SĖR (СЭР) è un film del 1989 diretto da Sergej Vladimirovič Bodrov.

## Trama
Il film parla di un ragazzo che fugge due volte da una pensione. È pronto a tutto per amore della libertà e della felicità.